# 関東鉄道キハ2100形気動車
関東鉄道キハ2100形気動車（かんとうてつどうキハ2100がたきどうしゃ）は、関東鉄道の通勤型気動車である。

## 概要
1963年（昭和38年）にキハ900形を新造導入した後、常総線の車両は各地の中古車の購入・改造や、中古部品を再利用して車体を新製したキハ0形などのセミ新車によって賄われていたが、1992年（平成4年）に発生した取手駅でのオーバーラン事故やキハ300・350形に引き続き車両統一を進めるなどの事情を踏まえ、本形式が完全新造気動車としては30年ぶりに導入され、1993年（平成5年）から1996年（平成8年）にかけて新潟鐵工所で12両が製造された。
なお、便宜上下館方向のキハ2001やキハ2003など奇数号車はMc1側、取手方向のキハ2002やキハ2004など偶数号車はMc2側と記す。

## 構造

### 車体
車体は全長20 m、全幅2.85 mの普通鋼で片運転台の前面強化構造である。
前面に貫通扉と幌を設け、前面の貫通扉上や側窓上部に字幕電動式の行先表示器を設置し、1993年製の1次車4両は幕式であるが、1995年（平成7年）製の2次車以降はLED式に変更されている。
前面下部両裾には前照灯（前部標識灯）と後部標識灯（尾灯）をそれぞれ両端腰部に左右2箇所ずつ、空気笛と電気笛はそれぞれ両端に左右1箇所ずつ設置している。
車体塗色は、白系クリームを基本塗色とし、窓周りはグレー、窓下に紺色と赤色のラインを配しており、明るさをイメージしつつ落ち着きのある塗色とした。
連結器は、運転席のある1位側には密着式小型自動連結器、2位側には半永久連結器を設置し、電気連結器は1位側にKE53とKE72、2位側にKE93を装備している。
また、転落防止幌に関してはMc1側とMc2側の貫通路の間に全車両取り付けが完了している。

### 車内
乗降扉は、車体片側3箇所で鴨居内に取り付けた両開きドアのユニット式複動式戸閉機のDP-45BMを設け、幅は1,300 mmとラッシュ時の乗降を考慮した構造としている。
床構造は、台枠の上にt1.2SPAキーストーンプレートを張り、その上にユニテックス、その上に30 mmの厚みがある床敷物を敷いている。
客室は、内装材は白系クリームを主体としたエリオ鋼板化粧板を採用している。全席オールロングシートが配置され、モケットは蘇芳色であり、着席した際に座席分の幅が明確にするためにラインを施している。Mc1側の運転席後部にはバリアフリー対策として関東鉄道では初めてとなる車椅子スペースを設け、Mc2側の貫通路側にはシルバーシートを設け、モケットは明るいパープル色とし、他座席との区別をつけている。
車内照明は、グローブ無しの蛍光灯が40W・20灯、客室予備灯は蛍光灯が40W・3灯設置しており、室内の照度を向上させるためにライン状に配している。
側窓は、バランサー式の大型2連1枚下降窓構造であり、戸袋窓は廃止している。また、側窓のカーテンはグレー系の巻上カーテンである。
乗務員室は、中央部は貫通路となるため、運転席側や車掌席側はそれぞれ完全に仕切ることができる構造である。運転台は各表示灯はLEDを採用、計器類などが見やすいように艶消しブラックを塗布し、主幹制御器とブレーキ設定器が別個となったツーハンドル方式であり、取り扱いの頻度が高い機器を、サイドには遮断器盤や行先表示器設定盤などを、背面には空調操作盤などをそれぞれ設置している。また、前面窓は曇り止め対策として熱線入りガラスやワイパーにウインドウォッシャーを取り付け、窓自体も大きくしており運転士からの前面の運転視界を向上している。車掌席側には車掌スイッチなど車掌業務用機器を主に搭載している。
保安装置は、戸閉保安装置や列車無線装置、非常通報装置、元空気圧監視装置、ATS・点制御変周式速度照査型を設置し、車上子を保護するために車体前面部下に大型の排障器を設けている。また、列車選別装置や列車防護無線装置は2003年12月25日までに、EB装置の設置は2016年度末までに全車両取付が完了している。

### 走行装置
走行用ディーゼルエンジンは、新潟鐵工所製の6気筒直接噴射式でインタークーラー付きのDMF13HZ（243 kW (330 PS) / 2,000 rpm）を1基搭載しており、燃料制御は電気式ガバナ方式を採用している。
液体変速機は、変速1段・直結2段新潟コンバーター 製液体式・TACN-22-1607を採用し、減速比は1段1.469・2段1.029、在来車のキハ300・350形などとの連結を考慮したため、変直切換は手動、直結1段から直結2段へ切換は自動切換である。また、制御方式はCCSであり、機関の燃料制御やマスコンからの指令、直結1段から直結2段へ切換をするクラッチ制御や異常検出装置および各種表示灯の制御はCCS装置を介して制御をする仕組みとした。なお、CCS装置のモニターは床下に設置している。
制動装置は、液体変速機と同様に在来車との連結を考慮したため、3圧式・自動空気ブレーキ方式のE制御弁やU5A応荷重弁などで構成されたDE1A形を採用している。また、保安ブレーキは電気指令式直通予備ブレーキを採用した。
空気圧縮機はC600形であり、元空気タンク圧力は6 - 7 kg/cm2、空気配管の凍結を防止するために除湿装置やドレン分離器を床下にそれぞれ設置している。
台車は、関東鉄道では初のボルスタレス台車を採用し、動力台車形式はNP128D形、付随台車NP128T形であり、基礎ブレーキ装置は踏面片押しユニットブレーキが搭載されている。

### 空調装置
冷房装置は、エンジン直結式で機関用の水冷却器や変速機用の油冷却器、送風機を組み合わせており、分散型パッケージユニットが2基あり、冷媒配管で結合し、能力は36.1kW（31,000 kcal/h） である。冷風はパッケージユニットから天井裏の両サイドダクトに送られ、蛍光灯の横のスリット吹き出し口から客室全体や乗務員室に送風されており、客室や乗務員室からパッケージユニットには客室中央にあるパッケージユニット下の吸い込み口からパッケージユニットに送風されており、車内で循環する仕組みである。また、客室の各乗降扉付近に冷風を拡散させるために拡散扇が設置されている。
暖房装置は、機関廃熱を利用した温水温風暖房式であり、能力は49.3kW（42,400 kcal/h）である。また、客室暖房用として能力29.1kW（25,000kcal/h）の補助暖房器・MX-250-AJDが設置されており、温度調節器で室内温度の設定が可能であり、放熱器は座席下に設置されている。

## 運用
1994年（平成6年）1月18日から運転を開始し、1997年（平成9年）の水海道以北のワンマン運転開始までは、単線区間の水海道 - 下館間にも常時入線していた。2003年（平成15年）9月27日までに全車両ワンマン化改造が完了し、通勤ラッシュ時は4両編成で運用されていたが、2005年（平成17年）12月のダイヤ改正より2両編成単独で運用され、以後は普通・快速と広く使用されている。

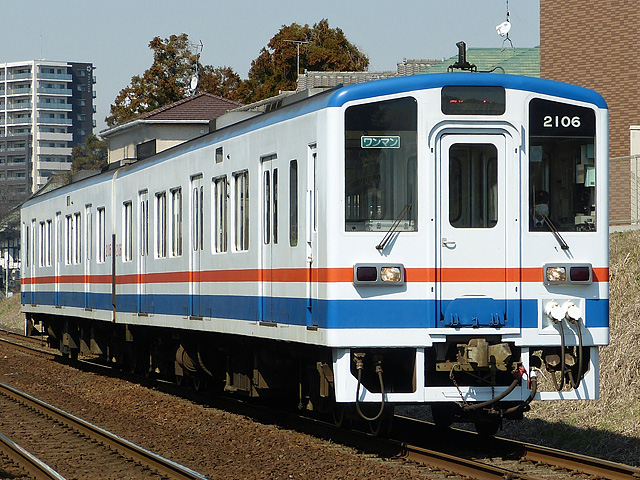
キハ2100形新塗装車

## 車歴
| 次車  | 車両番号 | 竣工年月      | 廃車 |
| ----- | -------- | ------------- | ---- |
| 1次車 | 2101     | 1993年12月9日 | -    |
| 1次車 | 2102     | 1993年12月9日 | -    |
| 1次車 | 2103     | 1993年12月9日 | -    |
| 1次車 | 2104     | 1993年12月9日 | -    |
| 2次車 | 2105     | 1995年2月3日  | -    |
| 2次車 | 2106     | 1995年2月3日  | -    |
| 2次車 | 2107     | 1995年2月3日  | -    |
| 2次車 | 2108     | 1995年2月3日  | -    |
| 3次車 | 2109     | 1996年2月15日 | -    |
| 3次車 | 2110     | 1996年2月15日 | -    |
| 3次車 | 2111     | 1996年2月15日 | -    |
| 3次車 | 2112     | 1996年2月15日 | -    |